# Raimund Girke
Raimund Girke (* 28. Oktober 1930 in Heinzendorf, Provinz Niederschlesien; † 12. Juni 2002 in Köln) war ein deutscher Maler und Professor.

## Leben und Werk
Sein Vater war der Kunsterzieher Arthur Girke, der bei Oskar Moll an der Staatliche Akademie für Kunst und Kunstgewerbe Breslau studiert hatte. Nach der Flucht aus Niederschlesien ließ sich die Familie im Osnabrücker Land nieder. Raimund Girke machte 1951 in Quakenbrück Abitur und studierte danach bis 1952 an der Werkkunstschule Hannover, wo er später von 1966 bis 1971 als Dozent arbeitete, und anschließend bis 1956 an der Staatlichen Kunstakademie in Düsseldorf bei Georg Meistermann. Seit 1971 lehrte er als Professor an der Hochschule der Künste Berlin. 1977 nahm er an der documenta VI in Kassel teil. Anfang der 1980er Jahre bezog er ein Atelier in Köln, das seine Tochter und Nachlassverwalterin Madeleine Girke erst 2017 auflöste.
Girkes Retrospektiven: 1995–96 im Sprengel-Museum Hannover, Von der Heydt-Museum (Wuppertal), Saarlandmuseum Saarbrücken und der Kunsthalle Nürnberg. Seine letzten Ausstellungen waren 2000 in der Kunstsammlung Cottbus, 2001 im Kunstmuseum Heidenheim und 2022 in Duisburg im Museum Küppersmühle.
1954 malte Girke sein erstes nicht gegenständliches Bild. Er war zunächst von der gestisch-rhythmischen Abstraktion des Informel beeinflusst, entwickelte dann seit Mitte der 1950er Jahre eine auf wenige Farbtöne reduzierte, nahezu monochrome Bildsprache; eine Auseinandersetzung vor allem mit der Farbe Weiß. Von daher ist er als Vertreter einer Analytischen Malerei zuzuordnen, die nichts abbilden will. Seine Malerei sei „fundamental“, seine Bilder Resultat eines „autonomen malerischen Prozesses“, betonte Girke stets.

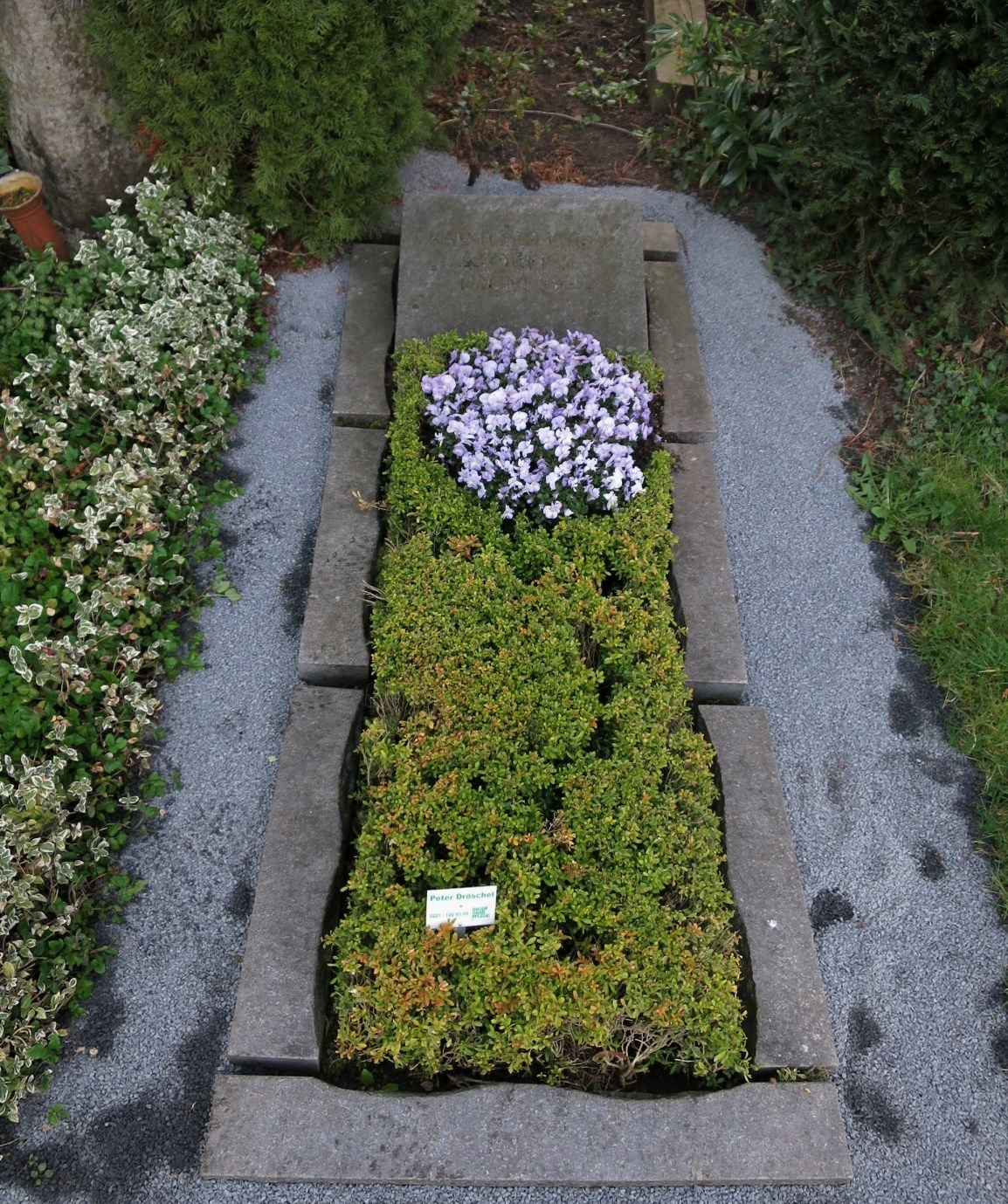
Grab auf dem Melaten-Friedhof

Auf der Suche nach Ordnung analysierte Girke Farbschichtung, Farbbewegung und Struktur, indem er seine Malerei ganz aus der Technik und dem Prozess resultieren ließ. Nicht die befreite Geste, sondern die disziplinierte Strenge und die sachliche Aussage interessiere ihn, hatte Girke betont. „Weiß ist Leere, Immaterialität, Ruhe und Schweigen“, hatte Girke einst über seine Malerei geschrieben. Das Kunstmagazin Art schrieb, Girke fasziniere „[d]ie Überfülle in der ‚Leere‘, […] der Punkt, wo er in der größten Reduktion, mit schlichtem Weiß, größte Variationsbreite“ erziele. Er baue seine Bilder Zeile für Zeile auf, wodurch „jeder Quadratzentimeter exakt durchgearbeitet“ sei und dergestalt an Willem de Kooning erinnere. Anders als die Künstler der Gruppe ZERO (Otto Piene, Günther Uecker und Heinz Mack) bekannte Girke sich zudem stets zur Tradition der Tafelmalerei.
Seine Grabstätte befindet sich auf dem Kölner Friedhof Melaten (Flur 22 (V) Nr. 74b).

## Schüler
Schüler Girkes sind u. a. Hermann Pitz, Eberhard Bosslet, Matthias Kunkler, Thomas Kiesewetter, Irene Thomet, Folke Hanfeld, Una H. Moehrke, Karlheinz Eckert, Volker Karl Sommer und Winfried Virnich.

## Auszeichnungen
- Preis der Stadt Wolfsburg für Malerei (1959)
- Kunstpreis der Jugend Baden-Württemberg (1962)
- Lovis-Corinth-Preis (1995)
- Niedersächsischer Kunstpreis (2002)

## Werkschau

### Werke in Museen (Auswahl)
- Neue Galerie Kassel
- Berlinische Galerie -Landesmuseum für moderne Kunst, Berlin
- Jakob-Kaiser-Haus, Berlin
- Neue Nationalgalerie, Berlin
- Daimler Art Collection, Daimler AG, Berlin
- Kunstsammlungen der Ruhr-Universität Bochum
- Kunstmuseum Bonn, Bonn
- Josef Albers Museum Quadrat, Bottrop
- Weserburg / Museum für moderne Kunst, Bremen
- Kunstmuseum Bremerhaven e. V.
- Busch-Reisinger Museum der Harvard-Universität, Cambridge/Mass./USA
- Kunstsammlungen Chemnitz
- Reichsabtei Kornelimünster. Aachen
- Kunstmuseum Dieselkraftwerk Cottbus
- Museum Ostwall, Dortmund
- SKD, Galerie Neue Meister, Dresden
- Museum Küppersmühle, Duisburg
- Akademiegalerie der Kunstakademie Düsseldorf
- Kunstsammlung Nordrhein-Westfalen K20 / K21, Düsseldorf
- Stiftung Museum Kunstpalast, Düsseldorf
- Museum Folkwang, Essen
- Städel Museum, Frankfurt/Main
- Museum für Moderne Kunst, Frankfurt
- PEAC – Paul Ege Art Collection, Freiburg
- Museum für Neue Kunst, Freiburg
- Osthaus-Museum Hagen, Hagen
- Hamburger Kunsthalle
- Sprengel Museum Hannover
- Louisiana Museum of Modern Art, Humlebaek/Dänemark
- Museum für Konkrete Kunst, Ingolstadt
- Museum Pfalzgalerie Kaiserslautern
- Staatliche Kunsthalle Karlsruhe
- Staatliche Museen, Neue Galerie, Kassel
- Kunsthalle zu Kiel
- Museum Kurhaus Kleve
- Kolumba, Kunstmuseum des Erzbistums Köln
- Museum Ludwig, Köln
- Städtisches Museum Schloss Morsbroich, Leverkusen
- Wilhelm-Hack-Museum, Ludwigshafen
- Kunsthalle Mannheim
- Museum Abteiberg, Mönchengladbach
- Bayerische Staatsgemäldesammlungen, München
- Städtische Galerie im Lenbachhaus, München
- LWL-Museum für Kunst und Kultur, Münster
- Neues Museum Nürnberg
- Kunsthalle Recklinghausen
- Kunstforum Ostdeutsche Galerie, Regensburg
- Saarlandmuseum, Saarbrücken
- Kunsthalle Würth, Schwäbisch Hall
- Staatsgalerie Stuttgart
- Museum Ulm
- Museum Neues Weimar, Sammlung Paul Maenz
- Museum Wiesbaden, Wiesbaden
- Städtische Galerie Wolfsburg
- Von der Heydt-Museum, Wuppertal
- Kunsthaus Zug, Schweiz
- Museo di arte moderna e contemporanea di Trento e Rovereto, Italien

### Werke in privatem Besitz
- Die Farben der Erde, 1956, Öl auf Leinwand, 80 × 100 cm, Nachlass Raimund Girke, Berlin
- unbegrenzt, 1991 Öl auf Leinwand, 140 × 230 cm, Kunstsammlung Deutsche Bundesbank, Frankfurt am Main
- Licht/bewegt, 1996, Öl auf Leinwand, Nachlass Raimund Girke, Berlin